# Central Unitaria de Trabajadores de Chile
La Central Unitaria de Trabajadores de Chile (CUT) es una multisindical chilena fundada en agosto de 1988, siendo actualmente la principal organización de sindicatos de Chile.  Actualmente, tras la elección realizada entre el 26 y el 28 de mayo de 2025, el presidente es José Manuel Díaz Zavala, quien fue electo con una amplia mayoría. 
Concurrieron a su creación el Comando Nacional de Trabajadores, el Colegio de Profesores de Chile, la Agrupación Nacional de Empleados Fiscales y diversas otras organizaciones. Está afiliada a la Organización Regional Interamericana de Trabajadores y la Coordinadora de Centrales Sindicales del Cono Sur.

## Historia

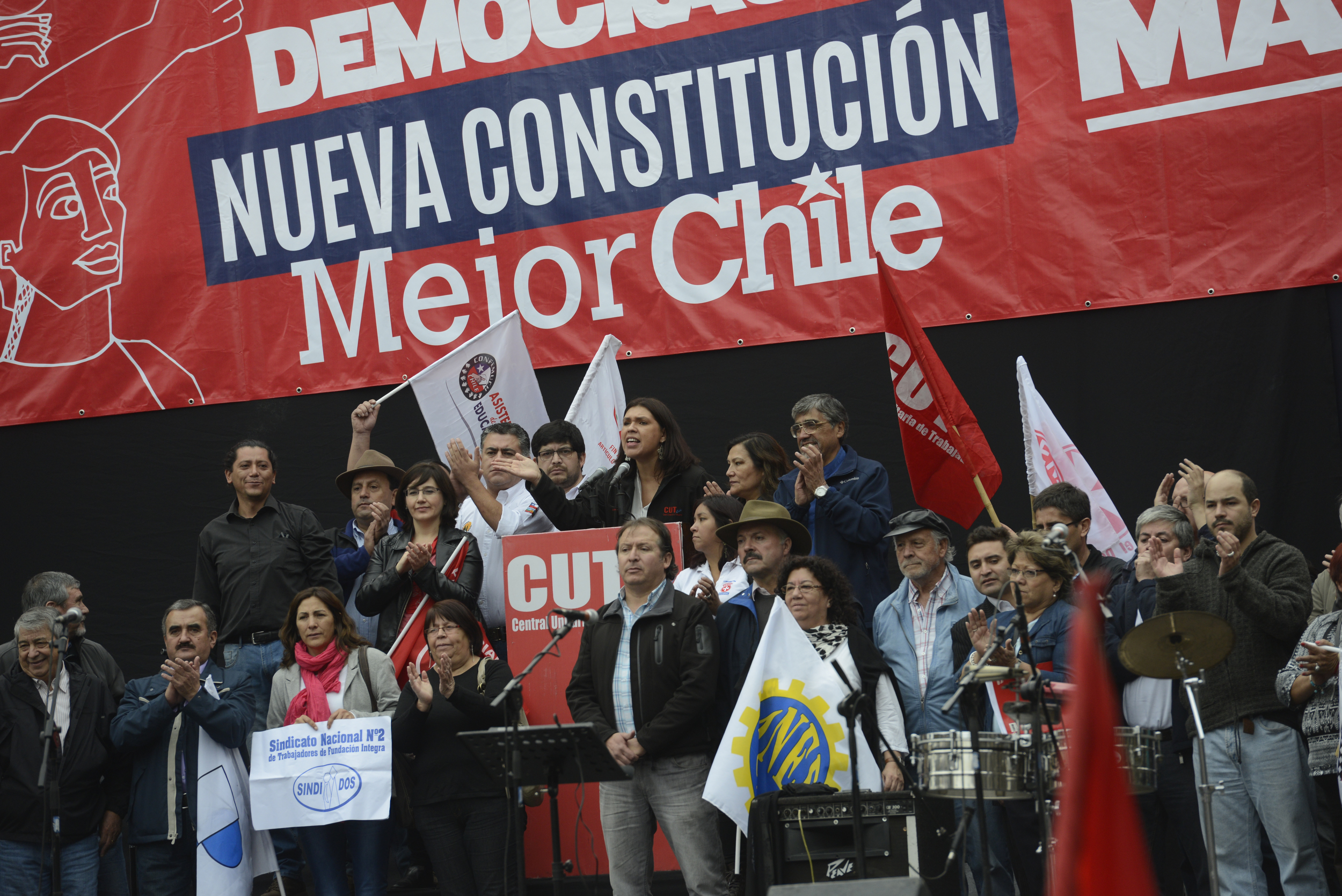
Dirigentes de la CUT en 2015.

La CUT es considerada como la continuadora histórica, en cuanto a cantidad de afiliados y papel protagónico, de la Central Única de Trabajadores de Chile (CUT), fundada en 1953 y disuelta tras el golpe de Estado de 1973.
Al momento de crearse fue parte de los movimientos sociales que se opusieron a la dictadura militar del general Augusto Pinochet, participando en la convocatoria a votar por la opción "No" en el plebiscito de 1988 y el apoyo al candidato de la Concertación, Patricio Aylwin, en las elecciones presidenciales de 1989.
Es legalizada al promulgarse la Ley N.º 19.049 sobre centrales sindicales del 8 de enero de 1991. Firmó el Acuerdo Bipartito entre la CUT y el Gobierno de 1998, que estableció el salario mínimo por tres años.

## Organización

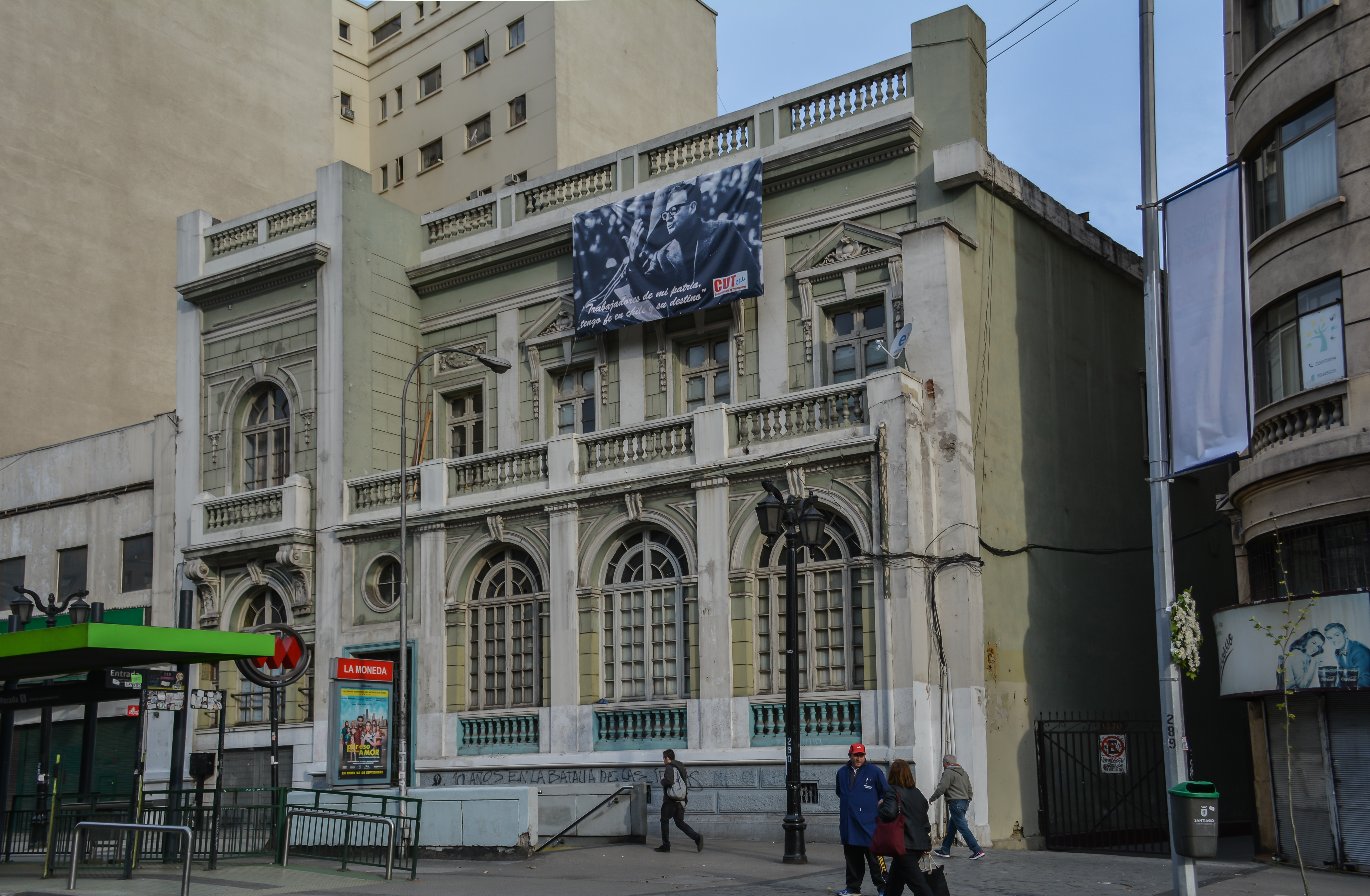
Sede de la Central Unitaria de Trabajadores.

La máxima autoridad es el Consejo Directivo Nacional (CDN), el cual está integrado por 45 miembros titulares y 15 suplentes. El CDN elige al Presidente Nacional y otros 14 que forman el Consejo Ejecutivo de la CUT. Entre 1988 y 1999 el CDN era electo por el Congreso Nacional de la CUT. Desde 1998 el CDN es electo, por voto ponderado directo y nacional, por los dirigentes de las organizaciones (sindicatos, asociaciones de funcionarios y colegios profesionales) que integran la CUT.
Entre otros organismos está el CONFASIN (Consejo de Confederaciones, Federaciones, Asociaciones Nacionales y Sindicatos Nacionales). Territorialmente la CUT está conformada por los Consejos Provinciales (CUT Provinciales), elegidos de igual forma que el CDN.

## Presidentes
- Partidos:

     – Partido Demócrata Cristiano (PDC)
     – Partido Socialista de Chile (PS)
     – Partido Comunista de Chile (PCCh)
     – Independiente (Ind.)
| N.º | Presidente                | Partido | Inicio                  | Fin                     |
| --- | ------------------------- | ------- | ----------------------- | ----------------------- |
| 1   | Manuel Bustos Huerta      | PDC     | 1988                    | 1996                    |
| 2   | Roberto Alarcón           | PS      | 1996                    | 1998                    |
| 3   | Ethiel Moraga             | PCCh    | 1998                    | 2000                    |
| 4   | Arturo Martínez Molina    | PS      | 2000                    | 7 de septiembre de 2012 |
| 5   | Bárbara Figueroa Sandoval | PCCh    | 7 de septiembre de 2012 | 2 de junio de 2021      |
| 6   | Silvia Silva Silva        | PS      | 2 de junio de 2021      | 22 de marzo de 2022     |
| 7   | David Acuña Millahueique  | PS      | 22 de marzo de 2022     | 28 de mayo de 2025      |
| 8   | José Manuel Díaz Zavala   | PS      | 28 de mayo de 2025      | En el cargo             |

## Congresos realizados por la CUT
- Congreso Constituyente, 20 y 21 de agosto de 1988 en Punta de Tralca
- I Congreso Nacional Ordinario, 28 al 30 de octubre de 1991 en Punta de Tralca
- Congreso Especial de Legalización de la CUT, 11 de abril de 1992 en Santiago
- I Congreso Extraordinario, 22 al 24 de abril de 1994 en Canelo de Nos
- II Congreso Nacional Ordinario, 26 al 27 de abril de 1996 en Santiago
- III Congreso Extraordinario, 22 al 24 de mayo de 1997
- IV Congreso Extraordinario, octubre de 1999
- V Congreso Nacional Ordinario, mayo de 2003
- VI Congreso Extraordinario (Refundacional), agosto de 2003
- VII Congreso Extraordinario, enero de 2004
- VIII Congreso Nacional Ordinario, 5 y 6 de abril de 2008 en Santiago
- IX Congreso Nacional Ordinario, abril de 2011
- X Congreso Nacional Ordinario, 22 a 24 de enero de 2016 en Santiago

Convocó y organizó el Parlamento Social y Político, que se constituyó el 20 de agosto del 2006 en Santiago. Creó la Fundación Instituto de Estudios Laborales (FIEL) para entregar apoyo técnico, capacitación, estudios y asesoría a la CUT. Además del Observatorio Laboral.